# Молдова на «Евровидении-2013»
Молдова принимала участие в Конкурсе песни Евровидение 9-й раз подряд и выбирала представителя посредством национального отбора O melodie pentru Europa 2013, организованного TRM.
Представляла страну в шведском городе Мальмё победитель национального отбора Алёна Мун с песней «O mie». Также на Евровидение с певицей поехал прошлогодний участник конкурса Паша Парфений, который во время выступления Алёны Мун аккомпанировал на рояле. В финале конкурса по итогам голосования телезрителей и жюри певица получила 71 балл и заняла 11-е место.

## Исполнитель
Алёна Мун — молдавская певица, которая участвовала в национальном музыкальном шоу «Фабрика Звезд 2» и национальном отборочном туре «O melodie pentru Europa».

## Национальный отбор
Полуфиналы состоялись 12 и 14 марта, а 16 марта в прямом эфире показывался финал отборочного тура. В отборочном туре в Молдове участвовали 24 исполнителя и 60 песен.

### Национальный финал
В финале отборочного тура «Евровидение-2013» в Молдове участвовало 14 исполнителей.
| Номер | Исполнитель                 | Песня              | Жюри | Телеголосование | Итого | Место |
| ----- | --------------------------- | ------------------ | ---- | --------------- | ----- | ----- |
| 1     | Сristina V & Glam Girls     | «Celebrate»        | 0    | 1               | 1     | 12    |
| 2     | Борис Коваль                | «Runaways»         | 8    | 12              | 20    | 2     |
| 3     | Кристина Кройтору и Каризма | «Never Fall Again» | 8    | 7               | 15    | 4     |
| 4     | Светлана Богданова          | «Conquer My Heart» | 2    | 0               | 2     | 11    |
| 5     | Николета Гаврилицэ          | «Freaky Thong»     | 3    | 4               | 7     | 6     |
| 6     | Аурел Киртоакэ              | «Iarta-ma»         | 5    | 2               | 7     | 7     |
| 7     | Ирина Китороагэ             | «L.o.v.e Love»     | 4    | 0               | 4     | 10    |
| 8     | Анна Гулко                  | «Somebody Else»    | 0    | 0               | 0     | 14    |
| 9     | Виталие Негруцэ             | «You’ll Be Mine»   | 6    | 3               | 9     | 5     |
| 10    | Кристина Скарлат            | «I pray»           | 10   | 7               | 17    | 3     |
| 11    | Дойница Герман              | «Planeta e un RAI» | 1    | 5               | 6     | 9     |
| 12    | Татьяна Хегя                | «A Brighter Day»   | 0    | 6               | 6     | 8     |
| 13    | Феличия Дунаф               | «Codename Felice»  | 0    | 0               | 0     | 13    |
| 14    | Алёна Мун                   | «O mie»            | 12   | 10              | 22    | 1     |

## На Евровидении

### Полуфинал
Молдова по итогам жеребьевки попала в первый полуфинал, который прошел 14 мая 2013 года. Среди 16 стран-участниц Алёна успешно выступила за Молдову и по итогам голосования вышла в финал конкурса. Также в финал прошла  Украина,  Ирландия,  Россия,  Беларусь,  Литва,  Эстония,  Нидерланды,  Бельгия и  Дания.
В первом полуфинале, кроме 16 стран-участников, голосовало 3 других государства:  Великобритания,  Италия и  Швеция.
| Голоса за исполнителя Молдовы в полуфинале | Голоса за исполнителя Молдовы в полуфинале |
| ------------------------------------------ | ------------------------------------------ |
| Оценка                                     | Страна                                     |
| 12                                         | Россия                                     |
| 10                                         | Украина                                    |
| 8                                          | Италия                                     |
| 7                                          | Австрия Сербия Словения                    |
| 6                                          | Беларусь Дания Нидерланды                  |
| 5                                          | Бельгия Кипр Швеция                        |
| 4                                          | Черногория                                 |
| 3                                          | Эстония Литва                              |
| 2                                          |                                            |
| 1                                          | Хорватия                                   |

| Голоса телезрителей Молдовы в полуфинале | Голоса телезрителей Молдовы в полуфинале |
| ---------------------------------------- | ---------------------------------------- |
| Оценка                                   | Страна                                   |
| 12                                       | Украина                                  |
| 10                                       | Беларусь                                 |
| 8                                        | Россия                                   |
| 7                                        | Дания                                    |
| 6                                        | Черногория                               |
| 5                                        | Эстония                                  |
| 4                                        | Бельгия                                  |
| 3                                        | Австрия                                  |
| 2                                        | Литва                                    |
| 1                                        | Ирландия                                 |

### Финал
В финале конкурса 18 мая 2013 представительница Молдовы выступала под 3 номером, сразу после участника из Литвы. По итогам голосования жюри и телезрителей Алёна Мун получила 71 балл и заняла 11 место, это же место в 2012 году занял представитель Молдовы — Павел Парфений.
| 12 баллов    | 10 баллов                     | 8 баллов                        | 7 баллов            | 6 баллов                |
| ------------ | ----------------------------- | ------------------------------- | ------------------- | ----------------------- |
| - Румыния    |                               | - Украина                       | - Македония         | - Россия - Сербия       |
| 5 баллов     | 4 балла                       | 3 балла                         | 2 балла             | 1 балл                  |
| - Черногория | - Беларусь - Италия - Франция | - Болгария - Бельгия - Ирландия | - Австрия - Испания | - Израиль - Азербайджан |

#### Баллы, отданные другим странам
| Голоса телезрителей Молдовы в финале | Голоса телезрителей Молдовы в финале |
| ------------------------------------ | ------------------------------------ |
| Оценка                               | Страна                               |
| 12                                   | Украина                              |
| 10                                   | Румыния                              |
| 8                                    | Азербайджан                          |
| 7                                    | Россия                               |
| 6                                    | Дания                                |
| 5                                    | Швеция                               |
| 4                                    | Беларусь                             |
| 3                                    | Грузия                               |
| 2                                    | Норвегия                             |
| 1                                    | Армения                              |

## Примечательные факты
- Самым технически сложным было выступление представительницы Молдовы Алёны Мун, когда сначала вокруг подола её платья били молнии, а затем она была вознесена вверх на несколько метров подъёмником, который был скрыт под также выросшим подолом.
- Выступление румынского певца Чезара практически было идентично номеру Алёны Мун. Исполнители выступали в одинаковых, поднимающихся нарядах[8].